# Таширський район
Таши́рський район — колишній район у складі Вірменії, після адміністративної реформи 1995 року увійшов до складу марзи Лорі. На сьогодні використовується лише в статистичних цілях.
Адміністративний центр району — місто Ташир.
Утворений 1937 року під назвою Калінінський район. Був ліквідований в період 1952–1956 та 1962–1964 роках. В 1991 році перейменований в сучасну назву.
Район поділявся на 1 міську раду (місто Ташир) та 14 сільських рад: Евлуїнська (Евлу), Ілмазлунська (Ілмазлу), Каракалинська (Каракала), Каракілісинська (Каракіліса), Катнаратська (Катнарат), Кизилдаська (Кизилдаш), Кизилшафацька (Кизилшафак), Медовська (Медовка), Михайловська (Михайловка), Норашенська (Норашен), Привольнинська (Привольне), Саратовська (Саратовка), Совугбуласька (Совугбулах), Шахназарська (Шахназар).
| Населення Таширського району                | Населення Таширського району | Населення Таширського району | Населення Таширського району | Населення Таширського району |
| ------------------------------------------- | ---------------------------- | ---------------------------- | ---------------------------- | ---------------------------- |
| Рік                                         |                              |                              | Населення                    |                              |
| 1989                                        | 1989                         |                              | 30600                        | 30600                        |
| 2002                                        | 2002                         |                              | 18332                        | 18332                        |
| 2003                                        | 2003                         |                              | 18160                        | 18160                        |
| 2004                                        | 2004                         |                              | 18105                        | 18105                        |
| 2005                                        | 2005                         |                              | 17965                        | 17965                        |
| 2006                                        | 2006                         |                              | 17880                        | 17880                        |
| 2007                                        | 2007                         |                              | 17852                        | 17852                        |
| 2008                                        | 2008                         |                              | 17771                        | 17771                        |
| 2009                                        | 2009                         |                              | 17756                        | 17756                        |
| 2010                                        | 2010                         |                              | 17752                        | 17752                        |
| 2011                                        | 2011                         |                              | 17823                        | 17823                        |
| 2012                                        | 2012                         |                              | 17877                        | 17877                        |
| Джерело: Статистичні дані за 2002–2012 роки |                              |                              |                              |                              |